# Giovanni Federico di Brandeburgo-Ansbach
Giovanni Federico di Brandeburgo-Ansbach (Ansbach, 18 ottobre 1654 – Ansbach, 22 marzo 1686) fu margravio di Brandeburgo-Ansbach.

## Biografia

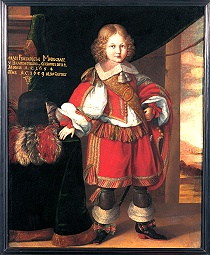
Giovanni Federico di Brandeburgo-Ansbach da bambino in un ritratto eseguito da Benjamin Block, c. 1660

Giovanni Federico era il primo figlio che Alberto II, e della sua seconda moglie, Sofia Margherita di Oettingen-Oettingen. Egli succedette al padre alla morte di questi, nel 1667. Vista la sua minore età, venne posto sotto la reggenza di un consiglio presieduto dall'elettore Federico Guglielmo I di Brandeburgo.
Studiò all'Università di Ginevra e di Strasburgo, compiendo poi un Grand Tour in Europa e soggiornando in Francia.
Quando ebbe modo di governare autonomamente dal 1672, ebbe modo di distinguersi come principe tollerante e amabile, ma la sua scarsa ambizione personale lo rese dipendente dai concili. Continuò la politica, già intrapresa dal padre, di alleanza con gli Asburgo, ricevendo nel contempo gli emigranti provenienti dalla Francia ad Ansbach, cosa che contribuì alla crescita economica di Ansbach. Le sue inclinazioni musicali, in particolare per l'opera e il balletto, portarono ad ogni modo al crollo delle finanze del principato.
Morì di vaiolo il 22 marzo 1686, all'età di 31 anni, e venne sepolto nella chiesa di San Gumberto ad Ansbach.

## Matrimoni e figli
Sposò, il 5 febbraio 1672 a Durlach, Giovanna Elisabetta di Baden-Durlach, figlia di Federico VI di Baden-Durlach. Ebbero cinque figli:
- Leopoldo Federico (1674-1676);
- Cristiano Alberto (1675-1692);
- Dorotea Federica (1676-1731), sposò Giovanni Ranieri III di Hanau, ebbero una figlia;
- Giorgio Federico (1678-1703);
- Carlotta Sofia (1679-1680).

Alla morte della prima moglie, sposò, il 4 novembre 1681, Eleonora Erdmuthe di Sassonia-Eisenach, figlia di Giovanni Giorgio I di Sassonia-Eisenach. Ebbero tre figli:
- Guglielmina Carlotta Carolina sposò Giorgio d'Inghilterra, ebbero otto figli;
- Federico Augusto (nato e morto nel 1685);
- Guglielmo Federico (1686-1723).

## Ascendenza
|                                                       |                                                   |                                                    | Genitori                                          |  |  | Nonni |  |  | Bisnonni                                          |  |  | Trisnonni                                        |  |
|                                                       |                                                   |                                                    |                                                   |  |  |       |  |  | 8. Johann Georg, principe elettore di Brandeburgo |  |  | 16. Joachim II, principe elettore di Brandeburgo |  |
|                                                       |                                                   |                                                    |                                                   |  |  |       |  |  | 8. Johann Georg, principe elettore di Brandeburgo |  |  | 16. Joachim II, principe elettore di Brandeburgo |  |
|                                                       |                                                   | 17. Magdalene von Sachsen                          |                                                   |  |  |       |  |  | 8. Johann Georg, principe elettore di Brandeburgo |  |  |                                                  |  |
| 4. Joachim Ernst, margravio di Brandeburgo-Ansbach    |                                                   |                                                    |                                                   |  |  |       |  |  | 8. Johann Georg, principe elettore di Brandeburgo |  |  |                                                  |  |
|                                                       |                                                   | 9. Elisabeth von Anhalt                            | 18. Joachim Ernst, principe di Anhalt             |  |  |       |  |  |                                                   |  |  |                                                  |  |
|                                                       |                                                   | 9. Elisabeth von Anhalt                            | 18. Joachim Ernst, principe di Anhalt             |  |  |       |  |  |                                                   |  |  |                                                  |  |
|                                                       |                                                   | 9. Elisabeth von Anhalt                            | 19. Agnes von Barby                               |  |  |       |  |  |                                                   |  |  |                                                  |  |
| 2. Albrecht II, margravio di Brandeburgo-Ansbach      |                                                   | 9. Elisabeth von Anhalt                            |                                                   |  |  |       |  |  |                                                   |  |  |                                                  |  |
|                                                       |                                                   | 10. Johann Georg I, conte di Solms-Laubach         | 20. Friedrich Magnus I, conte di Solms-Laubach    |  |  |       |  |  |                                                   |  |  |                                                  |  |
|                                                       |                                                   | 10. Johann Georg I, conte di Solms-Laubach         | 20. Friedrich Magnus I, conte di Solms-Laubach    |  |  |       |  |  |                                                   |  |  |                                                  |  |
|                                                       |                                                   | 10. Johann Georg I, conte di Solms-Laubach         | 21. Agnes zu Wied                                 |  |  |       |  |  |                                                   |  |  |                                                  |  |
| 5. Sophie von Solms-Laubach                           |                                                   | 10. Johann Georg I, conte di Solms-Laubach         |                                                   |  |  |       |  |  |                                                   |  |  |                                                  |  |
|                                                       |                                                   | 11. Margarethe von Schönburg-Glauchau              | 22. Georg I, signore di Schönburg-Glauchau        |  |  |       |  |  |                                                   |  |  |                                                  |  |
|                                                       |                                                   | 11. Margarethe von Schönburg-Glauchau              | 22. Georg I, signore di Schönburg-Glauchau        |  |  |       |  |  |                                                   |  |  |                                                  |  |
|                                                       |                                                   | 11. Margarethe von Schönburg-Glauchau              | 23. Dorothea Reuss zu Greiz                       |  |  |       |  |  |                                                   |  |  |                                                  |  |
| 1. Johann Friedrich, margravio di Brandeburgo-Ansbach |                                                   | 11. Margarethe von Schönburg-Glauchau              |                                                   |  |  |       |  |  |                                                   |  |  |                                                  |  |
|                                                       | 12. Ludwig Eberhard, conte di Oettingen-Oettingen | 24. Gottfried, conte di Oettingen-Oettingen        |                                                   |  |  |       |  |  |                                                   |  |  |                                                  |  |
|                                                       | 12. Ludwig Eberhard, conte di Oettingen-Oettingen | 24. Gottfried, conte di Oettingen-Oettingen        |                                                   |  |  |       |  |  |                                                   |  |  |                                                  |  |
|                                                       | 12. Ludwig Eberhard, conte di Oettingen-Oettingen | 25. Johanna zu Hohenlohe-Waldenburg                |                                                   |  |  |       |  |  |                                                   |  |  |                                                  |  |
| 6. Joachim Ernst, conte di Oettingen-Oettingen        | 12. Ludwig Eberhard, conte di Oettingen-Oettingen |                                                    |                                                   |  |  |       |  |  |                                                   |  |  |                                                  |  |
|                                                       |                                                   | 13. Margarethe zu Erbach                           | 26. Georg III, conte di Erbach                    |  |  |       |  |  |                                                   |  |  |                                                  |  |
|                                                       |                                                   | 13. Margarethe zu Erbach                           | 26. Georg III, conte di Erbach                    |  |  |       |  |  |                                                   |  |  |                                                  |  |
|                                                       |                                                   | 13. Margarethe zu Erbach                           | 27. Anna zu Solms-Laubach                         |  |  |       |  |  |                                                   |  |  |                                                  |  |
| 3. Sophie Margarete zu Oettingen-Oettingen            |                                                   | 13. Margarethe zu Erbach                           |                                                   |  |  |       |  |  |                                                   |  |  |                                                  |  |
|                                                       |                                                   | 14. Heinrich Wilhelm I, conte di Solms-Sonnenwalde | 28. Johann Georg I, conte di Solms-Laubach (= 10) |  |  |       |  |  |                                                   |  |  |                                                  |  |
|                                                       |                                                   | 14. Heinrich Wilhelm I, conte di Solms-Sonnenwalde | 28. Johann Georg I, conte di Solms-Laubach (= 10) |  |  |       |  |  |                                                   |  |  |                                                  |  |
|                                                       |                                                   | 14. Heinrich Wilhelm I, conte di Solms-Sonnenwalde | 29. Margarethe von Schönburg-Glauchau (= 11)      |  |  |       |  |  |                                                   |  |  |                                                  |  |
| 7. Anna Sibylle zu Solms-Sonnenwalde                  |                                                   | 14. Heinrich Wilhelm I, conte di Solms-Sonnenwalde |                                                   |  |  |       |  |  |                                                   |  |  |                                                  |  |
|                                                       |                                                   | 15. Sophie Dorothea von Mansfeld-Arnstein          | 30. Wilhelm V, conte di Mansfeld-Arnstein         |  |  |       |  |  |                                                   |  |  |                                                  |  |
|                                                       |                                                   | 15. Sophie Dorothea von Mansfeld-Arnstein          | 30. Wilhelm V, conte di Mansfeld-Arnstein         |  |  |       |  |  |                                                   |  |  |                                                  |  |
|                                                       |                                                   | 15. Sophie Dorothea von Mansfeld-Arnstein          | 31. Mathilde von Nassau-Dillenburg                |  |  |       |  |  |                                                   |  |  |                                                  |  |
|                                                       |                                                   | 15. Sophie Dorothea von Mansfeld-Arnstein          |                                                   |  |  |       |  |  |                                                   |  |  |                                                  |  |